# Macrocentrus tessulatanae
Macrocentrus tessulatanae är en stekelart som beskrevs av Hedwig 1959. Macrocentrus tessulatanae ingår i släktet Macrocentrus och familjen bracksteklar. Inga underarter finns listade i Catalogue of Life.